# Фоджа (провинция)
Фоджа (на италиански: Provincia di Foggia) е провинция в Италия, в региона Апулия.
Площта ѝ е 6965 км², а населението — около 683 000 души (2007). Провинцията включва 61 общини, административен център е град Фоджа.

## Административно деление
Провинцията се състои от 61 общини:
- Фоджа
- Акадия
- Алберона
- Анцано ди Пуля
- Апричена
- Асколи Сатриано
- Бикари
- Бовино
- Вико дел Гаргано
- Виесте
- Волтурара Апула
- Волтурино
- Деличето
- Дзапонета
- Изоле Тремити
- Искитела
- Каняно Варано
- Кандела
- Карапеле
- Карлантино
- Карпино
- Казалнуово Монтеротаро
- Казалвекио ди Пуля
- Кастелучо Валмаджоре
- Кастелучо дей Саури
- Кастелнуово дела Дауния
- Киеути
- Лезина
- Лучера
- Манфредония
- Матината
- Монте Сант'Анджело
- Монтелеоне ди Пуля
- Мота Монтекорвино
- Ордона
- Орсара ди Пуля
- Орта Нова
- Пани
- Пескичи
- Пиетрамонтекорвино
- Поджо Империале
- Риняно Гарганико
- Роди Гарганико
- Розето Валфорторе
- Рокета Сант'Антонио
- Сан Джовани Ротондо
- Сан Марко ин Ламис
- Сан Марко ла Катола
- Сан Никандро Гарганико
- Сан Паоло ди Чивитате
- Сан Северо
- Сант'Агата ди Пуля
- Серакаприола
- Сторнара
- Сторнарела
- Торемаджоре
- Троя
- Фаето
- Челе ди Сан Вито
- Челенца Валфорторе
- Чериньола